# Pražský kulinářský institut
	Pražský kulinářský institut s.r.o. (PRAKUL, zkratka názvu Pražský kulinářský institut) je česká firma. Dle svých prohlášení „dbá a dohlíží na správné kuchařské postupy, prezentující nejnovější trendy, techniky a metody současné gastronomie“. Založena byla v lednu roku 2008 Romanem Vaňkem a sídlí v Praze v městské části Suchdol. Usiluje o rozvoj české gastronomie na kvalitu mezinárodní úrovně a provozuje kulinářské workshopy, školení, přednášky a kulinářské publikace vysvětlující správnou kuchařskou metodiku.